# Résultats détaillés des championnats du monde d'athlétisme 2005
Résultats détaillés des Championnats du monde d'athlétisme 2005 d'Helsinki.

## Résultats

### 100 m
| Rang | Pays                       | Athlète          | Temps   |
| ---- | -------------------------- | ---------------- | ------- |
| 1    | États-Unis                 | Justin Gatlin    | 9 s 88  |
| 2    | Jamaïque                   | Michael Frater   | 10 s 05 |
| 3    | Saint-Christophe-et-Niévès | Kim Collins      | 10 s 05 |
| 4    | Portugal                   | Francis Obikwelu | 10 s 07 |
| 5    | Jamaïque                   | Dwight Thomas    | 10 s 09 |
| 6    | États-Unis                 | Leonard Scott    | 10 s 13 |
| 7    | Trinité-et-Tobago          | Marc Burns       | 10 s 14 |
| 8    | Ghana                      | Aziz Zakari      | 10 s 20 |

| Rang | Pays        | Athlète           | Temps   |
| ---- | ----------- | ----------------- | ------- |
| 1    | États-Unis  | Lauryn Williams   | 10 s 93 |
| 2    | Jamaïque    | Veronica Campbell | 10 s 95 |
| 3    | France      | Christine Arron   | 10 s 98 |
| 4    | Bahamas     | Chandra Sturrup   | 11 s 09 |
| 5    | États-Unis  | Me'Lisa Barber    | 11 s 09 |
| 6    | Jamaïque    | Sherone Simpson   | 11 s 09 |
| 7    | États-Unis  | Muna Lee          | 11 s 09 |
| 8    | Biélorussie | Yulia Nesterenko  | 11 s 13 |

Après avoir réalisé les meilleurs temps en série, en quart de finale et en demi-finale, la Française Christine Arron remporte sa première médaille internationale après son échec aux Jeux olympiques d'Athènes. Surprenante, l'Américaine Lauryn Williams, qui n'avait remporté aucun grand meeting européen en 2005, réussit la course parfaite pour résister à Veronica Campbell et Christine Arron.
La Bahaméenne Chandra Sturrup, meilleure performer mondiale de l'année, échoue au pied du podium, tout comme la championne olympique Yulia Nesterenko, dernière de la course.

### 200 m
| Rang | Pays       | Athlète           | Temps   |
| ---- | ---------- | ----------------- | ------- |
| 1    | États-Unis | Justin Gatlin     | 20 s 04 |
| 2    | États-Unis | Wallace Spearmon  | 20 s 20 |
| 3    | États-Unis | John Capel        | 20 s 31 |
| 4    | États-Unis | Tyson Gay         | 20 s 34 |
| 5    | Maurice    | Stéphane Buckland | 20 s 41 |
| 6    | Australie  | Patrick Johnson   | 20 s 58 |
| 7    | Allemagne  | Tobias Unger      | 20 s 81 |
| 8    | Jamaïque   | Usain Bolt        | 26 s 27 |

| Rang | Pays         | Athlète              | Temps   |
| ---- | ------------ | -------------------- | ------- |
| 1    | États-Unis   | Allyson Felix        | 22 s 16 |
| 2    | États-Unis   | Rachelle Boone-Smith | 22 s 31 |
| 3    | France       | Christine Arron      | 22 s 31 |
| 4    | Jamaïque     | Veronica Campbell    | 22 s 38 |
| 5    | États-Unis   | LaTasha Colander     | 22 s 66 |
| 6    | Russie       | Yuliya Gushchina     | 22 s 75 |
| 7    | Belgique     | Kim Gevaert          | 22 s 86 |
| 8    | Îles Caïmans | Cydonie Mothersill   | 23 s 00 |

Après avoir remporté la médaille d'argent à Athènes l'année dernière, Allyson Felix confirme sa suprématie sur cette distance, en s'imposant de belle manière.
Dominée par Christine Arron et Veronica Campbell en début de course, l'Américaine remporte sa course au finish devant sa compatriote Rachelle Boone et la Française Christine Arron, seule athlète à être présente sur les deux podiums en sprint. La Championne olympique Veronica Campbell rate complètement sa course en parcourant quinze mètres dans le couloir voisin à la sortie du virage.

### 400 m
| Rang | Pays        | Athlète           | Temps        |
| ---- | ----------- | ----------------- | ------------ |
| 1    | États-Unis  | Jeremy Wariner    | 43 s 93 (WL) |
| 2    | États-Unis  | Andrew Rock       | 44 s 35      |
| 3    | Canada      | Tyler Christopher | 44 s 44 (RN) |
| 4    | Bahamas     | Chris Brown       | 44 s 48      |
| 5    | Royaume-Uni | Timothy Benjamin  | 44 s 93      |
| 6    | Jamaïque    | Brandon Simpson   | 45 s 01      |
| 7    | États-Unis  | Darold Williamson | 45 s 12      |
| 8    | Australie   | John Steffensen   | 45 s 46      |

| Rang | Pays       | Athlète                  | Temps   |
| ---- | ---------- | ------------------------ | ------- |
| 1    | Bahamas    | Tonique Williams-Darling | 49 s 55 |
| 2    | États-Unis | Sanya Richards           | 49 s 74 |
| 3    | Mexique    | Ana Guevara              | 49 s 81 |
| 4    | Russie     | Svetlana Pospelova       | 50 s 11 |
| 5    | États-Unis | DeeDee Trotter           | 51 s 14 |
| 6    | Russie     | Olesya Zykina            | 51 s 24 |
| 7    | États-Unis | Monique Henderson        | 51 s 77 |
| 8    | Sénégal    | Amy Mbacke Thiam         | 52 s 22 |

Après un début de course sensationnel, l'Américaine Sanya Richards se fait souffler le titre par la championne olympique Tonique Williams. Plus expérimentée, la Bahaméenne a parfaitement géré sa course sous une pluie battante, pour largement dominer ses adversaires. Ana Guevara, championne du monde en titre, revient de nulle part pour la médaille de bronze, qu'elle prend finalement aux dépens de la Russe Svetlana Pospelova.

### 800 m
| Rang | Pays    | Athlète            | Temps         |
| ---- | ------- | ------------------ | ------------- |
| 1    | Bahreïn | Rashid Ramzi       | 1 min 44 s 24 |
| 2    | Russie  | Yuriy Borzakovskiy | 1 min 44 s 51 |
| 3    | Kenya   | William Yiampoy    | 1 min 44 s 55 |
| 4    | Kenya   | Wilfred Bungei     | 1 min 44 s 98 |
| 5    | Algérie | Djabir Saïd-Guerni | 1 min 45 s 31 |
| 6    | France  | Mehdi Baala        | 1 min 45 s 32 |
| 7    | Bahreïn | Belal Mansoor Ali  | 1 min 45 s 55 |
| 8    | Canada  | Gary Reed          | 1 min 46 s 20 |

| Rang | Pays       | Athlète             | Temps         |
| ---- | ---------- | ------------------- | ------------- |
| 1    | Cuba       | Zulia Calatayud     | 1 min 58 s 82 |
| 2    | Maroc      | Hasna Benhassi      | 1 min 59 s 42 |
| 3    | Russie     | Tatyana Andrianova  | 1 min 59 s 60 |
| 4    | Mozambique | Maria Mutola        | 1 min 59 s 71 |
| 5    | Espagne    | Mayte Martínez      | 1 min 59 s 99 |
| 6    | Russie     | Larisa Chzhao       | 2 min 00 s 25 |
| 7    | Russie     | Svetlana Cherkasova | 2 min 00 s 71 |
| 8    | États-Unis | Hazel Clark         | 2 min 01 s 52 |

Pourtant favorites, les Russes n'ont pas su tenir leur rang dans cette finale.
Parties lentement, elles se sont fait surprendre par l'incroyable accélération de Zulia Calatayud qui gagne le titre de façon incroyable avec plus de 10 mètres d'avance. Hasna Benhassi, en finisseuse, prend logiquement l'argent. Tatyana Andrianova sauve l'honneur de la Russie en prenant la médaille de bronze, résistant de justesse au sprint de Maria Mutola, de nouveau quatrième.

### 1 500 m
| Rang | Pays     | Athlète             | Temps         |
| ---- | -------- | ------------------- | ------------- |
| 1    | Bahreïn  | Rashid Ramzi        | 3 min 37 s 88 |
| 2    | Maroc    | Adil Kaouch         | 3 min 38 s 00 |
| 3    | Portugal | Rui Silva           | 3 min 38 s 02 |
| 4    | Ukraine  | Ivan Heshko         | 3 min 38 s 71 |
| 5    | Espagne  | Arturo Casado       | 3 min 39 s 45 |
| 6    | Espagne  | Juan Carlos Higuero | 3 min 40 s 34 |
| 7    | Kenya    | Alex Kipchirchir    | 3 min 40 s 43 |
| 8    | Algérie  | Tarek Boukensa      | 3 min 41 s 01 |

| Rang | Pays     | Athlète            | Temps         |
| ---- | -------- | ------------------ | ------------- |
| 1    | Russie   | Tatyana Tomashova  | 4 min 00 s 35 |
| 2    | Russie   | Olga Yegorova      | 4 min 01 s 46 |
| 3    | France   | Bouchra Ghezielle  | 4 min 02 s 45 |
| 4    | Russie   | Yelena Soboleva    | 4 min 02 s 48 |
| 5    | Bahreïn  | Maryam Yusuf Jamal | 4 min 02 s 49 |
| 6    | Espagne  | Natalia Rodríguez  | 4 min 03 s 06 |
| 7    | Pologne  | Anna Jakubczak     | 4 min 03 s 38 |
| 8    | Éthiopie | Burika Bati Gelete | 4 min 04 s 77 |

### 5 000 m
| Rang | Pays      | Athlète        | Temps          |
| ---- | --------- | -------------- | -------------- |
| 1    | Kenya     | Benjamin Limo  | 13 min 32 s 55 |
| 2    | Éthiopie  | Sileshi Sihine | 13 min 32 s 81 |
| 3    | Australie | Craig Mottram  | 13 min 32 s 96 |
| 4    | Kenya     | Eliud Kipchoge | 13 min 33 s 04 |
| 5    | Algérie   | Ali Saïdi-Sief | 13 min 33 s 25 |
| 6    | Kenya     | John Kibowen   | 13 min 33 s 77 |
| 7    | Éthiopie  | Tariku Bekele  | 13 min 34 s 76 |
| 8    | Éthiopie  | Dejene Birhanu | 13 min 34 s 98 |

| Rang | Pays     | Athlète                   | Temps               |
| ---- | -------- | ------------------------- | ------------------- |
| 1    | Éthiopie | Tirunesh Dibaba           | 14 min 38 s 59 (RC) |
| 2    | Éthiopie | Meseret Defar             | 14 min 39 s 54      |
| 3    | Éthiopie | Ejegayehu Dibaba          | 14 min 42 s 47      |
| 4    | Éthiopie | Meselech Melkamu          | 14 min 43 s 47      |
| 5    | Chine    | Xing Huina                | 14 min 43 s 64      |
| 6    | Tanzanie | Zakia Mohamed Mrisho      | 14 min 43 s 87 (NR) |
| 7    | Kenya    | Priscah Jepleting Ngetich | 14 min 44 s 00      |
| 8    | Kenya    | Isabella Ochichi          | 14 min 45 s 14      |

### 10 000 m
| Rang | Pays     | Athlète                | Temps               |
| ---- | -------- | ---------------------- | ------------------- |
| 1    | Éthiopie | Kenenisa Bekele        | 27 min 08 s 33      |
| 2    | Éthiopie | Sileshi Sihine         | 27 min 08 s 87      |
| 3    | Kenya    | Moses Mosop            | 27 min 08 s 96      |
| 4    | Ouganda  | Boniface Kiprop        | 27 min 10 s 98      |
| 5    | Kenya    | Martin Irungu Mathathi | 27 min 12 s 51      |
| 6    | Érythrée | Zersenay Tadesse       | 27 min 12 s 82 (RN) |
| 7    | Éthiopie | Abebe Dinkesa Negera   | 27 min 13 s 09      |
| 8    | Maroc    | Abderrahim Goumri      | 27 min 14 s 64      |

| Rang | Pays     | Athlète           | Temps               |
| ---- | -------- | ----------------- | ------------------- |
| 1    | Éthiopie | Tirunesh Dibaba   | 30 min 24 s 02      |
| 2    | Éthiopie | Berhane Adere     | 30 min 25 s 41      |
| 3    | Éthiopie | Ejegayehu Dibaba  | 30 min 26 s 00      |
| 4    | Chine    | Xing Huina        | 30 min 27 s 18      |
| 5    | Kenya    | Edith Masai       | 30 min 30 s 26 (RN) |
| 6    | Éthiopie | Werknesh Kidane   | 30 min 32 s 47      |
| 7    | Chine    | Sun Yingjie       | 30 min 33 s 53      |
| 8    | Russie   | Galina Bogomolova | 30 min 33 s 75      |

### Marathon
| Rang | Pays     | Athlète            | Temps                |
| ---- | -------- | ------------------ | -------------------- |
| 1    | Maroc    | Jaouad Gharib      | 2 h 10 min 10 s      |
| 2    | Tanzanie | Christopher Isegwe | 2 h 10 min 21 s      |
| 3    | Japon    | Tsuyoshi Ogata     | 2 h 11 min 16 s (RN) |
| 4    | Japon    | Toshinari Takaoka  | 2 h 11 min 53 s      |
| 5    | Tanzanie | Samson Ramadhani   | 2 h 12 min 08 s      |
| 6    | Ouganda  | Alex Malinga       | 2 h 12 min 12 s (RN) |
| 7    | Kenya    | Paul Biwott        | 2 h 12 min 39 s      |
| 8    | Espagne  | Julio Rey          | 2 h 12 min 51 s      |

| Rang | Pays        | Athlète              | Temps                |
| ---- | ----------- | -------------------- | -------------------- |
| 1    | Royaume-Uni | Paula Radcliffe      | 2 h 20 min 57 s (RC) |
| 2    | Kenya       | Catherine Ndereba    | 2 h 22 min 01 s      |
| 3    | Roumanie    | Constantina Tomescu  | 2 h 23 min 19 s      |
| 4    | Éthiopie    | Derartu Tulu         | 2 h 23 min 30 s      |
| 5    | Chine       | Zhou Chunxiu         | 2 h 24 min 12 s      |
| 6    | Japon       | Yumiko Hara          | 2 h 24 min 20 s      |
| 7    | Kenya       | Rita Sitienei Jeptoo | 2 h 24 min 22 s      |
| 8    | Japon       | Harumi Hiroyama      | 2 h 25 min 46 s      |

### 20 km marche
| Rang | Pays      | Athlète                    | Temps           |
| ---- | --------- | -------------------------- | --------------- |
| 1    | Équateur  | Jefferson Pérez            | 1 h 18 min 35 s |
| 2    | Espagne   | Francisco Javier Fernández | 1 h 19 min 36 s |
| 3    | Espagne   | Juan Manuel Molina         | 1 h 19 min 44 s |
| 4    | Allemagne | André Höhne                | 1 h 20 min 00 s |
| 5    | Tunisie   | Hatem Ghoula               | 1 h 20 min 19 s |
| 6    | Russie    | Vladimir Stankin           | 1 h 20 min 25 s |
| 7    | Pologne   | Benjamin Kucinski          | 1 h 20 min 34 s |
| 8    | Mexique   | Eder Sánchez               | 1 h 20 min 45 s |

| Rang | Pays               | Athlète           | Temps                |
| ---- | ------------------ | ----------------- | -------------------- |
| 1    | Russie             | Olimpiada Ivanova | 1 h 25 min 41 s (RM) |
| 2    | Biélorussie        | Ryta Turava       | 1 h 27 min 05 s (RN) |
| 3    | Portugal           | Susana Feitor     | 1 h 28 min 44 s      |
| 4    | Espagne            | María Vasco       | 1 h 28 min 51 s      |
| 5    | République tchèque | Barbora Dibelková | 1 h 29 min 05 s (RN) |
| 6    | Grèce              | Athiná Papayiánni | 1 h 29 min 21 s      |
| 7    | Italie             | Elisa Rigaudo     | 1 h 29 min 52 s      |
| 8    | Roumanie           | Claudia Stef      | 1 h 30 min 07 s      |

### 50 km marche
| Rang | Pays    | Athlète            | Temps                |
| ---- | ------- | ------------------ | -------------------- |
| 1    | Russie  | Sergey Kirdyapkin  | 3 h 38 min 08 s      |
| 2    | Russie  | Aleksey Voyevodin  | 3 h 41 min 25 s      |
| 3    | Italie  | Alex Schwazer      | 3 h 41 min 54 s (RN) |
| 4    | Norvège | Trond Nymark       | 3 h 44 min 04 s (RN) |
| 5    | Chine   | Zhao Chengliang    | 3 h 44 min 45 s      |
| 6    | Mexique | Omar Zepeda        | 3 h 49 min 01 s      |
| 7    | Pologne | Roman Magdziarczyk | 3 h 49 min 55 s      |
| 8    | Japon   | Yuki Yamazaki      | 3 h 51 min 15 s      |

### 110 m haies/100 m haies
| Rang | Pays       | Athlète                | Temps   |
| ---- | ---------- | ---------------------- | ------- |
| 1    | France     | Ladji Doucouré         | 13 s 07 |
| 2    | Chine      | Liu Xiang              | 13 s 08 |
| 3    | États-Unis | Allen Johnson          | 13 s 10 |
| 4    | États-Unis | Dominique Arnold       | 13 s 13 |
| 5    | États-Unis | Terrence Trammell      | 13 s 20 |
| 6    | États-Unis | Joel Brown             | 13 s 47 |
| 7    | Jamaïque   | Maurice Wignall        | 13 s 47 |
| 8    | Brésil     | Mateus Facho Inocêncio | 13 s 48 |

| Rang | Pays       | Athlète                | Temps   |
| ---- | ---------- | ---------------------- | ------- |
| 1    | États-Unis | Michelle Perry         | 12 s 66 |
| 2    | Jamaïque   | Delloreen Ennis-London | 12 s 76 |
| 3    | Jamaïque   | Brigitte Foster-Hylton | 12 s 76 |
| 4    | Allemagne  | Kirsten Bolm           | 12 s 82 |
| 5    | Russie     | Mariya Koroteyeva      | 12 s 93 |
| 6    | Suède      | Jenny Kallur           | 12 s 95 |
| 7    | Russie     | Irina Shevchenko       | 12 s 97 |
|      | États-Unis | Joanna Hayes           | DSQ     |

Joanna Hayes et Michelle Perry, partenaire d'entrainement chez Bob Kersee, étaient les favorites logiques de ce 100 m haies. Perry, dès le départ a pris l'ascendant sur sa camarade et sur les Jamaïcaines Foster et Ennis-London. Alors que Hayes semble pouvoir revenir au contact de sa compatriote, elle trébuche sur la neuvième haie et heurte de plein fouet la dixième.
Elle termine la course effondrée sur la piste et est prise en charge par les secours.
Devant, Michelle Perry exulte : elle est championne du monde en 12 s 66, les deux Jamaïcaines étant départagées au centième à l'avantage de Ennis-London pour l'argent, Foster prenant le bronze.
L'Allemande Kirsten Bolm, qui semblait pouvoir jouer les troubles-fêtes à mi-course, finit quatrième.

### 400 m haies
| Rang | Pays                   | Athlète          | Temps   |
| ---- | ---------------------- | ---------------- | ------- |
| 1    | États-Unis             | Bershawn Jackson | 47 s 30 |
| 2    | États-Unis             | James Carter     | 47 s 43 |
| 3    | Japon                  | Dai Tamesue      | 48 s 10 |
| 4    | États-Unis             | Kerron Clement   | 48 s 18 |
| 5    | France                 | Naman Keita      | 48 s 28 |
| 6    | Afrique du Sud         | L. J. van Zyl    | 48 s 54 |
| 7    | Panama                 | Bayano Kamani    | 50 s 18 |
|      | République dominicaine | Félix Sánchez    | ab.     |

| Rang | Pays       | Athlète                     | Temps        |
| ---- | ---------- | --------------------------- | ------------ |
| 1    | Russie     | Yuliya Pechonkina           | 52 s 90 (WL) |
| 2    | États-Unis | Lashinda Demus              | 53 s 27      |
| 3    | États-Unis | Sandra Glover               | 53 s 32      |
| 4    | Pologne    | Anna Jesien                 | 54 s 17      |
| 5    | Chine      | Huang Xiaoxiao              | 54 s 57      |
| 6    | Barbade    | Andrea Blackett             | 55 s 06      |
| 7    | Ukraine    | Tetyana Tereshchuk-Antypova | 55 s 09      |
| 8    | Pologne    | Malgorzata Pskit            | 55 s 58      |

Après avoir échoué aux Mondiaux de Paris en 2003 (troisième) et aux Jeux olympiques en 2004 (huitième), la détentrice du record du monde Yuliya Pechonkina (52 s 34) remporte enfin sa première victoire internationale en championnat. Talonnée par les Américaines Demus et Glover, elle n'a pas tremblé et s'offre même le luxe de battre la meilleure performance mondiale de l'année en 52 s 90.

### 3 000 m steeple
| Rang | Pays     | Athlète               | Temps         |
| ---- | -------- | --------------------- | ------------- |
| 1    | Qatar    | Saif Saaeed Shaheen   | 8 min 13 s 31 |
| 2    | Kenya    | Ezekiel Kemboi        | 8 min 14 s 95 |
| 3    | Kenya    | Brimin Kipruto        | 8 min 15 s 30 |
| 4    | Maroc    | Brahim Boulami        | 8 min 15 s 32 |
| 5    | Pays-Bas | Simon Vroemen         | 8 min 16 s 76 |
| 6    | Espagne  | Antonio David Jiménez | 8 min 17 s 69 |
| 7    | Kenya    | Paul Kipsiele Koech   | 8 min 19 s 14 |
| 8    | France   | Bouabdellah Tahri     | 8 min 19 s 96 |

| Rang | Pays     | Athlète             | Temps              |
| ---- | -------- | ------------------- | ------------------ |
| 1    | Ouganda  | Docus Inzikuru      | 9 min 18 s 24 (RC) |
| 2    | Russie   | Yekaterina Volkova  | 9 min 20 s 49      |
| 3    | Kenya    | Jeruto Kiptum       | 9 min 26 s 95 (RN) |
| 4    | Jamaïque | Korene Hinds        | 9 min 33 s 30 (RN) |
| 5    | Kenya    | Salome Chepchumba   | 9 min 37 s 39      |
| 6    | Russie   | Yelena Zadorozhnaya | 9 min 37 s 91      |
| 7    | Roumanie | Cristina Casandra   | 9 min 39 s 52      |
| 8    | Jamaïque | Mardrea Hyman       | 9 min 39 s 66      |

Pour la première fois présente aux championnats du monde, cette épreuve n'a pas déçue. Dès le début, les favorites Docus Inzikuru, Yelena Zadorovnaya et Wioletta Janowska ont pris en main le rythme de la course, mais à leurs dépens pour les deux dernières.
En effet, si Docus Inzukuru a réussi à résister à un premier kilomètre suicidaire (2 min 57 s 94), ce ne fut pas le cas de Janowska qui décrocha à trois tours de l'arrivée pour finir quatorzième, ni de Zarodovnaya qui détenait encore le bronze à la cloche, avant de s'effondrer dans la dernière rivière pour ne finir que sixième.
Inzukuru s'impose donc logiquement devant la Russe Volkova, auteure d'une très belle fin de course, et la Kényane Kiptum, troisième.

### 4 × 100 m relais
| Rang | Pays                   | Athlètes                                                            | Temps        |
| ---- | ---------------------- | ------------------------------------------------------------------- | ------------ |
| 1    | France                 | Ladji Doucouré Ronald Pognon Eddy De Lépine Lueyi Dovy              | 38 s 08 (WL) |
| 2    | Trinité-et-Tobago      | Kevon Pierre Marc Burns Jacey Harper Darrel Brown                   | 38 s 10 (RN) |
| 3    | Royaume-Uni            | Jason Gardener Marlon Devonish Christian Malcolm Mark Lewis-Francis | 38 s 27      |
| 4    | Jamaïque               | Lerone Clarke Dwight Thomas Ainsley Waugh Michael Frater            | 38 s 28      |
| 5    | Australie              | Daniel Batman Joshua Ross Kristopher Neofytou Patrick Johnson       | 38 s 32      |
| 6    | Antilles néerlandaises | Geronimo Goeloe Charlton Rafaela Jairo Duzant Churandy Martina      | 38 s 45 (RN) |
| 7    | Allemagne              | Alexander Kosenkow Marc Blume Tobias Unger Marius Broening          | 38 s 48      |
| 8    | Japon                  | Shingo Suetsugu Shinji Takahira Tatsuro Yoshino Nobuharu Asahara    | 38 s 77      |

| Rang | Pays        | Athlètes                                                                                      | Temps        |
| ---- | ----------- | --------------------------------------------------------------------------------------------- | ------------ |
| 1    | États-Unis  | Angela Daigle Muna Lee Me'Lisa Barber Lauryn Williams                                         | 41 s 78 (WL) |
| 2    | Jamaïque    | Danielle Browning Sherone Simpson Aleen Bailey Veronica Campbell                              | 41 s 99      |
| 3    | Biélorussie | Yulia Nesterenko Natalia Sologub Alena Neumiarzhitskaya Aksana Drahun                         | 42 s 56 (RN) |
| 4    | France      | Patricia Buval Lina Jacques-Sébastien Fabé Dia Christine Arron                                | 42 s 85      |
| 5    | Brésil      | Raquel Martins da Costa Lucimar Aparecida de Moura Thatiana Regina Ignâcio Luciana dos Santos | 42 s 99      |
| 6    | Colombie    | Melisa Murillo Felipa Palacios Darlenis Obregón Norma González                                | 43 s 07      |
| 7    | Nigeria     | Gloria Kemasuode Endurance Ojokolo Damola Osayomi Mercy Nku                                   | 43 s 25      |
| 8    | Pologne     | Iwona Dorobisz Daria Onysko Dorota Dydo Iwona Brzezinska                                      | 43 s 49      |

### 4 × 400 m relais
| Rang | Pays              | Athlètes                                                              | Temps              |
| ---- | ----------------- | --------------------------------------------------------------------- | ------------------ |
| 1    | États-Unis        | Andrew Rock Derrick Brew Darold Williamson Jeremy Wariner             | 2 min 56 s 91 (WL) |
| 2    | Bahamas           | Nathaniel McKinney Avard Moncur Andrae Williams Chris Brown           | 2 min 57 s 32 (RN) |
| 3    | Jamaïque          | Sanjay Ayre Brandon Simpson Lansford Spence Davian Clarke             | 2 min 58 s 07      |
| 4    | Royaume-Uni       | Timothy Benjamin Martyn Rooney Robert Tobin Davis Malachi             | 2 min 58 s 82      |
| 5    | Pologne           | Marcin Marciniszyn Robert Mackowiak Piotr Rysiukiewicz Piotr Klimczak | 3 min 00 s 58      |
| 6    | France            | Leslie Djhone Naman Keïta Abderrahim El Haouzy Marc Raquil            | 3 min 03 s 10      |
| 7    | Russie            | Dmitriy Forshev Andrey Rudnitskiy Oleg Mishukov Yevgeniy Lebedev      | 3 min 03 s 20      |
|      | Trinité-et-Tobago | Ato Modibo Julieon Raeburn Renny Quow Damion Barry                    | DSQ                |

| Rang | Pays        | Athlètes                                                                  | Temps              |
| ---- | ----------- | ------------------------------------------------------------------------- | ------------------ |
| 1    | Russie      | Yuliya Pechonkina Olesya Krasnomovets Natalya Antyukh Svetlana Pospelova  | 3 min 20 s 95      |
| 2    | Jamaïque    | Shericka Williams Novlene Williams Ronetta Smith Lorraine Fenton          | 3 min 23 s 29      |
| 3    | Royaume-Uni | Lee McConnell Donna Fraser Nicola Sanders Christine Ohuruogu              | 3 min 24 s 44      |
| 4    | Pologne     | Anna Guzowska Monika Bejnar Grazyna Prokopek Anna Jesien                  | 3 min 24 s 49 (RN) |
| 5    | Ukraine     | Antonina Yefremova Oksana Ilyushkina Liliya Lobanova Nataliya Pyhyda      | 3 min 28 s 00      |
| 6    | Allemagne   | Claudia Marx Claudia Hoffmann Corinna Fink Ulrike Urbansky                | 3 min 28 s 39      |
|      | Brésil      | Maria Laura Almirão Geisa Aparecida Coutinho Josiane Tito Lucimar Teodoro | DSQ                |
|      | Biélorussie | Alena Neumiarzhitskaya Natallia Solohub Anna Kozak Ilona Usovich          | DSQ                |

### Saut en hauteur
| Rang | Pays               | Athlète            | Hauteur |
| ---- | ------------------ | ------------------ | ------- |
| 1    | Ukraine            | Yuriy Krymarenko   | 2,32 m  |
| 2    | Cuba               | Víctor Moya        | 2,29 m  |
| 2    | Russie             | Yaroslav Rybakov   | 2,29 m  |
| 4    | Canada             | Mark Boswell       | 2,29 m  |
| 5    | Italie             | Nicola Ciotti      | 2,29 m  |
| 5    | République tchèque | Jaroslav Bába      | 2,29 m  |
| 7    | Suède              | Stefan Holm        | 2,29 m  |
| 8    | Russie             | Vyacheslav Voronin | 2,29 m  |

| Rang | Pays       | Athlète           | Hauteur |
| ---- | ---------- | ----------------- | ------- |
| 1    | Suède      | Kajsa Bergqvist   | 2,02 m  |
| 2    | États-Unis | Chaunte Howard    | 2,00 m  |
| 3    | Suède      | Emma Green        | 1,96 m  |
| 4    | Russie     | Anna Tchitcherova | 1,96 m  |
| 5    | Ukraine    | Vita Palamar      | 1,93 m  |
| 6    | Belgique   | Tia Hellebaut     | 1,93 m  |
| 7    | Ukraine    | Vita Styopina     | 1,93 m  |
| 8    | États-Unis | Amy Acuff         | 1,89 m  |

### Saut en longueur
| Rang | Pays           | Athlète                | Distance    |
| ---- | -------------- | ---------------------- | ----------- |
| 1    | États-Unis     | Dwight Phillips        | 8,60 m (WL) |
| 2    | Ghana          | Ignisious Gaisah       | 8,34 m (RN) |
| 3    | Finlande       | Tommi Evilä            | 8,25 m      |
| 4    | Espagne        | Joan Lino Martínez     | 8,24 m      |
| 5    | France         | Salim Sdiri            | 8,21 m      |
| 6    | Panama         | Irving Saladino        | 8,20 m      |
| 7    | Afrique du Sud | Godfrey Khotso Mokoena | 8,11 m      |
| 8    | Ukraine        | Volodymyr Zyuskov      | 8,06 m      |

| Rang | Pays        | Athlète           | Distance |
| ---- | ----------- | ----------------- | -------- |
| 1    | États-Unis  | Tianna Madison    | 6,89 m   |
| 2    | Russie      | Tatyana Kotova    | 6,79 m   |
| 3    | France      | Eunice Barber     | 6,76 m   |
| 4    | Cuba        | Yargelis Savigne  | 6,69 m   |
| 5    | Inde        | Anju Bobby George | 6,66 m   |
| 6    | Russie      | Oksana Udmurtova  | 6,53 m   |
| 7    | États-Unis  | Grace Upshaw      | 6,51 m   |
| 8    | Royaume-Uni | Kelly Sotherton   | 6,42 m   |

### Saut à la perche
| Rang | Pays       | Athlète            | Hauteur |
| ---- | ---------- | ------------------ | ------- |
| 1    | Pays-Bas   | Rens Blom          | 5,80 m  |
| 2    | États-Unis | Brad Walker        | 5,75 m  |
| 3    | Russie     | Pavel Gerasimov    | 5,65 m  |
| 4    | Russie     | Igor Pavlov        | 5,65 m  |
| 5    | Allemagne  | Tim Lobinger       | 5,50 m  |
| 6    | États-Unis | Nick Hysong        | 5,50 m  |
| 7    | Italie     | Giuseppe Gibilisco | 5,50 m  |
| 8    | Japon      | Daichi Sawano      | 5,50 m  |

| Rang | Pays               | Athlète           | Hauteur     |
| ---- | ------------------ | ----------------- | ----------- |
| 1    | Russie             | Yelena Isinbayeva | 5,01 m (WR) |
| 2    | Pologne            | Monika Pyrek      | 4,60 m      |
| 3    | République tchèque | Pavla Hamáčková   | 4,50 m      |
| 4    | Russie             | Tatyana Polnova   | 4,50 m      |
| 5    | Chine              | Gao Shuying       | 4,50 m      |
| 6    | Canada             | Dana Ellis        | 4,35 m      |
|      | Pologne            | Anna Rogowska     | 4,35 m      |
| 8    | France             | Vanessa Boslak    | 4,35 m      |

### Triple saut
| Rang | Pays       | Athlète            | Distance |
| ---- | ---------- | ------------------ | -------- |
| 1    | États-Unis | Walter Davis       | 17,57 m  |
| 2    | Cuba       | Yoandri Betanzos   | 17,42 m  |
| 3    | Roumanie   | Marian Oprea       | 17,40 m  |
| 4    | Bahamas    | Leevan Sands       | 17,39 m  |
| 5    | France     | Karl Taillepierre  | 17,27 m  |
| 6    | Brésil     | Jadel Gregório     | 17,20 m  |
| 7    | États-Unis | Kenta Bell         | 17,11 m  |
| 8    | Cuba       | Arnie David Giralt | 17,09 m  |

| Rang | Pays     | Athlète            | Distance     |
| ---- | -------- | ------------------ | ------------ |
| 1    | Jamaïque | Trecia Smith       | 15,11 m (WL) |
| 2    | Cuba     | Yargelis Savigne   | 14,82 m      |
| 3    | Russie   | Anna Pyatykh       | 14,78 m      |
| 4    | Soudan   | Yamilé Aldama      | 14,72 m      |
| 5    | Grèce    | Chrysopiyí Devetzí | 14,64 m      |
| 6    | Sénégal  | Kene Ndoye         | 14,47 m      |
| 7    | Algérie  | Baya Rahouli       | 14,4 m       |
| 8    | Italie   | Magdelin Martinez  | 14,31 m      |

### Lancer du javelot
| Rang | Pays      | Athlète             | Distance |
| ---- | --------- | ------------------- | -------- |
| 1    | Estonie   | Andrus Värnik       | 87,17 m  |
| 2    | Norvège   | Andreas Thorkildsen | 86,18 m  |
| 3    | Russie    | Sergueï Makarov     | 83,54 m  |
| 4    | Finlande  | Tero Pitkämäki      | 81,27 m  |
| 5    | Russie    | Alexandr Ivanov     | 79,14 m  |
| 6    | Lettonie  | Eriks Rags          | 78,77 m  |
| 7    | Lettonie  | Ainars Kovals       | 77,61 m  |
| 8    | Allemagne | Mark Frank          | 77,56 m  |

| Rang | Pays      | Athlète              | Distance     |
| ---- | --------- | -------------------- | ------------ |
| 1    | Cuba      | Osleidys Menéndez    | 71,7 m (RM)  |
| 2    | Allemagne | Christina Obergföll  | 70,03 m (RE) |
| 3    | Allemagne | Steffi Nerius        | 65,96 m      |
| 4    | Danemark  | Christina Scherwin   | 63,43 m (RN) |
| 5    | Italie    | Zahra Bani           | 62,75 m      |
| 6    | Finlande  | Paula Tarvainen      | 62,64 m      |
| 7    | Cuba      | Sonia Bisset         | 61,75 m      |
| 8    | Grèce     | Aggelikí Tsiolakoúdi | 57,99 m      |

### Lancer du disque
| Rang | Pays           | Athlète            | Distance     |
| ---- | -------------- | ------------------ | ------------ |
| 1    | Lituanie       | Virgilijus Alekna  | 70,17 m (RC) |
| 2    | Estonie        | Gerd Kanter        | 68,57 m      |
| 3    | Allemagne      | Michael Möllenbeck | 65,95 m      |
| 4    | Estonie        | Aleksander Tammert | 64,84 m      |
| 5    | États-Unis     | Ian Waltz          | 64,27 m      |
| 6    | Afrique du Sud | Frantz Kruger      | 64,23 m      |
| 7    | États-Unis     | Jarred Rome        | 64,22 m      |
| 8    | Canada         | Jason Tunks        | 63,77 m      |

| Rang | Pays                 | Athlète                   | Distance |
| ---- | -------------------- | ------------------------- | -------- |
| 1    | Allemagne            | Franka Dietzsch           | 66,56 m  |
| 2    | Russie               | Natalya Sadova            | 64,33 m  |
| 3    | République tchèque   | Věra Pospíšilová-Cechlová | 63,19 m  |
| 4    | Nouvelle-Zélande     | Beatrice Faumuina         | 62,73 m  |
| 5    | Roumanie             | Nicoleta Grasu            | 62,05 m  |
| 6    | Chine                | Ma Shuli                  | 61,33 m  |
| 7    | Serbie-et-Monténégro | Dragana Tomasevic         | 60,56 m  |
| 8    | Ukraine              | Olena Antonova            | 59,37 m  |

### Lancer du poids
| Rang | Pays        | Athlète            | Distance |
| ---- | ----------- | ------------------ | -------- |
| 1    | États-Unis  | Adam Nelson        | 21,73 m  |
| 2    | Pays-Bas    | Rutger Smith       | 21,29 m  |
| 3    | Allemagne   | Ralf Bartels       | 20,99 m  |
| 4    | Ukraine     | Yuriy Bilonoh      | 20,89 m  |
| 5    | États-Unis  | Christian Cantwell | 20,87 m  |
| 6    | Danemark    | Joachim Olsen      | 20,73 m  |
| 7    | Finlande    | Ville Tiisanoja    | 20,57 m  |
| DSQ  | Biélorussie | Andrei Mikhnevich  | 20,74 m  |

| Rang | Pays             | Athlète             | Distance |
| ---- | ---------------- | ------------------- | -------- |
| 1    | Biélorussie      | Nadezhda Ostapchuk  | 20,51 m  |
| 2    | Russie           | Olga Ryabinkina     | 19,64 m  |
| 3    | Nouvelle-Zélande | Valerie Vili        | 19,62 m  |
| 4    | Russie           | Svetlana Krivelyova | 19,16 m  |
| 5    | Allemagne        | Nadine Kleinert     | 19,07 m  |
| 6    | Cuba             | Yumileidi Cumbá     | 18,64 m  |
| 7    | Chine            | Li Meiju            | 18,35 m  |
| 8    | Biélorussie      | Natallia Khoroneko  | 18,34 m  |

### Lancer du marteau
| Rang | Pays      | Athlète                | Distance |
| ---- | --------- | ---------------------- | -------- |
| 1    | Pologne   | Szymon Ziolkowski      | 79,35 m  |
| 2    | Allemagne | Markus Esser           | 79,16 m  |
| 3    | Finlande  | Olli-Pekka Karjalainen | 78,77 m  |
| 4    | Russie    | Ilya Konovalov         | 78,59 m  |
| 5    | Hongrie   | Krisztián Pars         | 78,03 m  |
| 6    | Russie    | Vadim Khersontsev      | 77,59 m  |
| 7    | Slovaquie | Libor Charfreitag      | 76,05m   |
| 8    | Russie    | Andriy Skvaruk         | 76.01 m  |

| Rang | Pays              | Athlète            | Distance |
| ---- | ----------------- | ------------------ | -------- |
| 1    | Russie            | Olga Kuzenkova     | 75,1 m   |
| 2    | Cuba              | Yipsi Moreno       | 73,08 m  |
| 3    | Russie            | Tatyana Lysenko    | 72,46 m  |
| 4    | France            | Manuela Montebrun  | 71,41 m  |
| 5    | Chine             | Zhang Wenxiu       | 69,82 m  |
| 6    | Ukraine           | Iryna Sekachova    | 69,65 m  |
| 7    | Pologne           | Kamila Skolimowska | 68,96 m  |
| 8    | Trinité-et-Tobago | Candice Scott      | 66,55 m  |

### Décathlon/Heptathlon
| Rang | Pays               | Athlète             | Points         |
| ---- | ------------------ | ------------------- | -------------- |
| 1    | États-Unis         | Bryan Clay          | 8 732 pts (WL) |
| 2    | République tchèque | Roman Šebrle        | 8 521 pts      |
| 3    | Hongrie            | Attila Zsivóczky    | 8 385 pts      |
| 4    | Allemagne          | André Niklaus       | 8 316 pts      |
| 5    | Russie             | Aleksandr Pogorelov | 8 246 pts      |
| 6    | Estonie            | Kristjan Rahnu      | 8 223 pts      |
| 7    | France             | Romain Barras       | 8 087 pts      |
| 8    | République tchèque | Tomáš Dvořák        | 8 068 pts      |

| Rang | Pays        | Athlète           | Points    |
| ---- | ----------- | ----------------- | --------- |
| 1    | Suède       | Carolina Klüft    | 6 887 pts |
| 2    | France      | Eunice Barber     | 6 824 pts |
| 3    | Ghana       | Margaret Simpson  | 6 375 pts |
| 4    | Lituanie    | Austra Skujytė    | 6 360 pts |
| 5    | Royaume-Uni | Kelly Sotherton   | 6 325 pts |
| 6    | France      | Marie Collonvillé | 6 248 pts |
| 7    | Portugal    | Naide Gomes       | 6 189 pts |
| 8    | Pays-Bas    | Karin Ruckstuhl   | 6 174 pts |

## Légende
- RM : Record du monde
- RC : Record des championnats
- RN : Record national
- RE : Record d'Europe

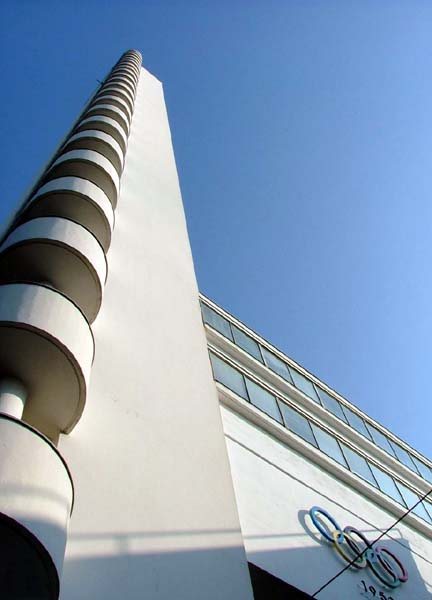
Tour du stade olympique 1952

- WL : Leader mondial actuel (saison 2005)
- DSQ : Disqualifié

## Records du monde
- 7 août : la Russe Olimpiada Ivanova bat le record du monde du 20 km marche féminin : 1 h 25 min 41 s
- 12 août : la Russe Yelena Isinbayeva bat le record du monde du saut à la perche féminin: 5,01 mètres.
- 14 août : la Cubaine Osleidys Menéndez bat le record du monde du lancer du javelot féminin: 71,70 mètres.